# San Miguel Allende, Oaxaca
San Miguel Allende är en ort i Mexiko.   Den ligger i kommunen San Jorge Nuchita och delstaten Oaxaca, i den sydöstra delen av landet, 230 km sydost om huvudstaden Mexico City. San Miguel Allende ligger 1 224 meter över havet och antalet invånare är 279.
Terrängen runt San Miguel Allende är huvudsakligen kuperad. San Miguel Allende ligger nere i en dal. Runt San Miguel Allende är det ganska glesbefolkat, med 34 invånare per kvadratkilometer. Närmaste större samhälle är San Sebastián del Monte, 7,5 km nordost om San Miguel Allende. I omgivningarna runt San Miguel Allende växer huvudsakligen savannskog.